# تیرداد یکم، پادشاه ارمنستان
تیرداد یکم (ارمنی: Տրդատ Ա) نخستین پادشاه سلسله اشکانی ارمنستان بود.
نرون پادشاه امپراتوری روم در سال ۶۶ میلادی، تیرداد یکم را به پادشاهی ارمنستان منصوب می‌کند. سلسله اشکانی ارمنستان تحت استیلای امپراتوری روم بنیان نهاده شد.
از همان ابتدای سلطنت تیرداد یکم (۶۳–۸۸ م) اصول کشورداری ارمنستان بر اساس سازمان اداری و سیاسی اشکانیان پایه‌گذاری شد. از آنجایی که اشکانیانی که بر سرزمین ارمنستان فرمان می‌راندند پارتی و ایرانی بودند، خیلی زود توانستند جایگاهی ویژه در میان ارمنیان پیدا کنند و احترام آنها در نزد ارمنیان نه تنها کمتر از پادشاهان قبلی این سرزمین که ریشه‌ای ارمنی داشتند نبود، بلکه تیرداد یکم با اقداماتی که در جهت آبادانی و شکوه ارمنستان صورت داد توانست محبوبیتی خاص در میان ارمنیان پیدا کند.